# Only for Love
Only For Love è il primo singolo della carriera solista del cantautore e musicista Limahl conosciuto con tale nome. Ha raggiunto un ottimo successo, posizionandosi al vertice delle classifiche di molti Paesi.

## Il Videoclip
Uno scienziato, nel suo studio, rileva una grave anomalia nel rilevatore di frequenza. 
Davanti a una parete appare un fascio di luce, dentro il quale si materializzano Chris e Robin. 
Il cantautore, schioccando le dita, cambia i propri abiti e quelli dell'amico. Trasporta quindi entrambi seduti su due sedie intorno a un tavolino del bar della piazza; Chris materializza, successivamente, se stesso, Ellie (che precedentemente reggeva annoiata l'ombrellone di sfondo al servizio fotografico della sorella Diana) e Robin in un'automobile appartenuta a due persone anziane che si ritroveranno al tavolino dove erano appostati i due ragazzi.
Chris ed Ellie duettano sulle note del brano; Robin inizia una fuga nelle strade londinesi per allontanarsi dallo scienziato, il quale li insegue guidando un'altra vettura.
Chris ed Ellie si materializzano nel loro appartamento, dove amoreggiano.
Robin, invece, scappa a piedi dal vecchio interpretato da Colin Thurston, entrando nell'abitazione. 
Chris ed Ellie si voltano (con molta calma), Robin indica la porta aperta, agitato, mentre lo scienziato entra nell'abitazione.
La giovane coppia si alza e il manager si avvicina a loro; Chris rivela i loro abiti originari (che sono gli stessi che indossano quando si materializzano, ovvero neri con luci gialle) e fa scomparire se stesso, la propria fidanzata e il cognato. 
Lo scienziato si siede su un divano, prendendo dalla tasca un libretto degli autografi.
Il fascio di luce si allontana nel cielo, direzione decisa dal gruppo.